# Phyllanthus neoleonensis
Phyllanthus neoleonensis är en emblikaväxtart som beskrevs av Léon Camille Marius Croizat. Phyllanthus neoleonensis ingår i släktet Phyllanthus och familjen emblikaväxter. Inga underarter finns listade i Catalogue of Life.